# Temnotrochus kermadecensis
Temnotrochus kermadecensis är en korallart som beskrevs av Stephen D. Cairns 1995. Temnotrochus kermadecensis ingår i släktet Temnotrochus och familjen Guyniidae. Inga underarter finns listade i Catalogue of Life.